# Shiribeshi (subprefectuur)

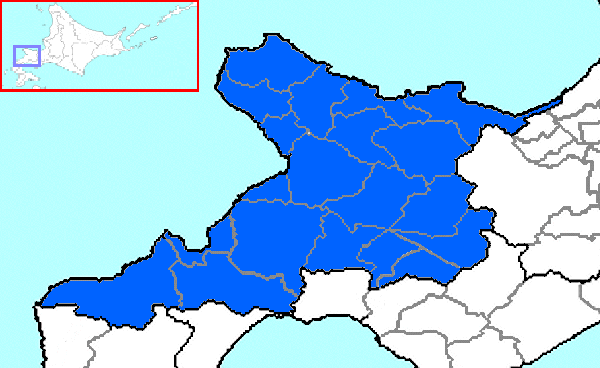
Kaart van de subprefectuur Shiribeshi.

 Shiribeshi  (Japans: 後志支庁,  Shiribeshi-shichō) is een subprefectuur van de prefectuur Hokkaido, Japan. Shiribeshi heeft een oppervlakte van 4305,65 km² en een bevolking van ongeveer 256.184 inwoners (2004). De hoofdstad is Kutchan.

## Geschiedenis
De subprefectuur Shiribeshi ontstond in 1910 uit de fusie van de subprefecturen Suttsu, Iwanai en Otaru.

## Geografie
Shiribeshi wordt begrensd door de subprefecturen Oshima , Hiyama, Iburi en Ishikari.
De administratieve onderverdeling is als volgt:

### Zelfstandige steden (市) shi
Er is 1 stad in de suprefectuur Shiribeshi:
- Otaru

Ofschoon meer dan de helft van de inwoners van de subprefectuur in deze stad wonen is ze toch niet de hoofdstad.

### Gemeenten (郡 gun)
De gemeenten van Shiribeshi, ingedeeld naar district:
| District  | Gemeenten                                                              |
| --------- | ---------------------------------------------------------------------- |
| Shimamaki | Shimamaki                                                              |
| Suttsu    | Suttsu - Kuromatsunai                                                  |
| Isoya     | Rankoshi                                                               |
| Abuta     | Niseko - Makkari - Rusutsu - Kimobetsu - Kyōgoku - Kutchan (hoofdstad) |
| Iwanai    | Kyōwa - Iwanai                                                         |
| Furuu     | Tomari - Kamoenai                                                      |
| Shakotan  | Shakotan                                                               |
| Furubira  | Furubira                                                               |
| Yoichi    | Niki - Yoichi - Akaigawa                                               |